# Eumenes floralis
Eumenes floralis är en stekelart som beskrevs av Smith 1858. Eumenes floralis ingår i släktet krukmakargetingar, och familjen Eumenidae. Inga underarter finns listade i Catalogue of Life.